# Kelly van Zon
Kelly van Zon (Oosterhout, 15 september 1987) is een Nederlands tafeltennisster. Ze won in 2012, 2016 en 2021 goud in het enkelspel van de Paralympische Spelen. Van Zon heeft door een heupafwijking in haar linkerbeen een beenlengteverschil van elf centimeter en verminderde spierfuncties in datzelfde been.
Van Zon begon op negenjarige leeftijd met tafeltennissen. Op veertienjarige leeftijd kwam ze uit in de B-selectie. Inmiddels speelt ze in de A-selectie.
Van Zon won op 9 juni 2009 goud op het Europees kampioenschap voor sporters met een beperking in Genua. Ze versloeg in de finale de Russische Natalja Martjasjeva met 3-2. Ze was vooraf als eerste geplaatst. Van Zon kwam eerder individueel uit voor Nederland op de Paralympische Zomerspelen 2008 in Peking, waar diezelfde Martjasjeva haar in de halve finale met 3-2 uitschakelde. Ze won daar vervolgens brons. In 2011 kwalificeerde Van Zon zich voor de Paralympische Zomerspelen 2012 in Londen met een top 8-notering op de wereldranglijst. Ditmaal won ze goud door in de halve finale de Oekraïense Viktoriia Safonova te verslaan (3-2) en in de finale de Russische Joelia Ovsjannikova (3-1). In 2016 prolongeerde ze haar titel door in de finale de Turkse Kubra Korkut met 3-0 te verslaan.
In het dagelijks leven werkt Van Zon in de sportmarketing en -communicatie.

## Erelijst
- WK 2010, goud - dames, Gwangju
- EK 2009, goud - dames enkel, Genua
- EK 2011, goud - dames enkel, Split
- Paralympische Spelen 2008, brons, Peking
- Paralympische Spelen 2012, goud, Londen
- Paralympische Spelen 2016, goud, Rio
- Paralympische Spelen 2020, goud, Tokio
- Paralympische Spelen 2020, zilver (team), Tokio
- Paralympische Spelen 2024, goud, Parijs